# Orient (Iowa)
Pour les articles homonymes, voir Orient.
Orient est un village de moins de 500 habitants situé dans le comté d'Adair dans l'État de l'Iowa, aux États-Unis.